# Viplaix
Viplaix – miejscowość i gmina we Francji, w regionie Owernia-Rodan-Alpy, w departamencie Allier.

## Demografia
Według danych na rok 1990 gminę zamieszkiwało 348 osób, a gęstość zaludnienia wynosiła 11 osób/km². W styczniu 2015 r. Viplaix zamieszkiwało 300 osób, przy gęstości zaludnienia wynoszącej 9,5 osób/km².